# Quinta do Morais
A Quinta do Morais, também denominado como Quinta Manuelina, foi um edifício histórico na cidade de Portimão, na região do Algarve, em Portugal.

## Descrição
O imóvel situava-se numa área periférica da cidade de Portimão, nas imediações do Mercado Municipal, do quartel dos bombeiros e do antigo Hospital da Misericórdia.
Consistia numa quinta, composta por um edifício habitacional, de um só piso e planta rectangular, de configuração semelhante aos montes encontrados na região meridional do país, e por outros dois corpos mais elevados, um destes formando um torreão. O complexo era de especial interesse devido aos seus elementos manuelinos, como uma janela no torreão, com verga de forma trilobada, e pintada em tons azuis. Outro elemento de destaque eram os dois bancos-conversadeiras no interior, que tinham assentos de cantaria, e que provavelmente terão sido elaborados no mesmo período da janela.

## História
A quinta terá sido construída no século XVI, durante um período de grande expansão em Portimão, com a atribuição de um foral pelo rei D. Manuel. Nessa época, a quinta situava-se nas imediações da povoação, numa área que então era de ambiência rural.
Nos finais do século XX, o complexo já se encontrava em avançado estado de ruína, estando então fortemente ameaçado pela expansão urbana. Porém, ainda tinham sobrevivido alguns monumentos manuelinos, como a janela no torreão, que no entanto acabou por ser demolido em 2000. O edifício chegou a ser alvo de um processo de classificação, que no entanto não avançou por ter caducado. As cantarias manuelinas foram retiradas na década de 1990, num processo que causou grande celeuma, tendo a quinta sido demolida para no seu local serem construídos vários blocos de apartamentos e serviços, incluindo a repartição das finanças de Portimão. As cantarias foram preservadas no Museu de Portimão, tendo sido mostradas como parte da exposição «Da minha janela ainda vejo o Algarve?», que teve lugar no museu em 2019.
Em Janeiro de 2022, a autarquia de Portimão anunciou a instalação de um espaço verde nos terrenos ao lado da antiga Quinta do Morais, como parte de um programa de requalificação daquela área. Neste espaço verde iriam ser colocadas as cantarias manuelinas da antiga quinta, e iriam ser recuperados os elementos da nora e do correspondente tanque, além de duas oliveiras centenárias. De acordo com o chefe de Divisão de Espaços Verdes do Município, Nuno Cruz, desta forma as cantarias voltariam a ser expostas ao público, «num ponto com ligação visual com a sua localização original». Em 11 de Dezembro de 2023 foi feita a cerimónia do lançamento da primeira pedra para a construção do espaço verde, que iria ter o nome de Jardim Gonçalo Ribeiro Telles.